# Mangala Samaraweera
Mangala Pinsiri Samaraweera (tiếng Sinhala: මංගල පින්සිරි සමරවීර, tiếng Tamil: மங்கள சமரவீர; phát âm [mˈʌŋgɘlɘ pinsiri sˈʌmɘrɘviːrɘ]; sinh ngày 21 tháng 4 năm 1956), được biết đến tên Mangala Samaraweera, là một chính khách Sri Lanka. Ông là cựu Bộ trưởng Bộ Tài chính từ năm 2017 đến 2019, Bộ trưởng Bộ Ngoại giao, trong hai nhiệm kỳ từ 2005 đến 2007 và 2015 đến 2017. Ông đã tạo ra một sự khuấy động trong chính trị Sri Lanka khi ông bị Tổng thống Mahinda Rajapakse sa thải vào năm 2007, sau đó, ông đã thành lập một đảng chính trị mới gọi là Đảng Tự do Sri Lanka (Mahajana), sau đó sáp nhập với Đảng Quốc gia Thống nhất vào năm 2010.

## Đầu đời và giáo dục
Sinh ra bởi Mahanama Samaraweera và Khema Padmawathi Samaraweera née Amaraweera, cha ông là Bộ trưởng Bộ Chính phủ Địa phương, Nhà ở, Truyền thông, Bưu chính và Viễn thông trong chính phủ của Sirimavo Bandaranaike và mẹ ông là thành viên của Hội đồng Đô thị Matara. Được đào tạo tại Royal College, Colombo và tại Walthamforest College, London, ông có bằng BA về Thiết kế và Công nghệ Quần áo từ Trường Nghệ thuật St. Martin ở London, ông làm tư vấn thiết kế cho Trung tâm Thiết kế Quốc gia Sri Lanka và làm việc như một  giảng viên thỉnh giảng tại Viện nghiên cứu thẩm mỹ, Đại học KelLocation.

## Đời tư
Ông là người đồng tính công khai. Vào tháng 11 năm 2018, sau những bình luận kì thị đồng tính của Tổng thống Maithripala Sirisena, ông đã viết trên Twitter rằng,"Tôi thà là một con bướm hơn là một con đỉa Tổng thống!!!"